# Санфордов смеђи лемур
Санфордов смеђи лемур (лат. Eulemur sanfordi) је врста полумајмуна из породице лемура (Lemuridae). 

## Распрострањење
Ареал врсте је ограничен на једну државу – Мадагаскар.

## Станиште
Станиште санфордовог смеђег лемура су шуме.

## Угроженост
Ова врста се сматра угроженом.